# Cryncus medvedevi
Cryncus medvedevi är en insektsart som beskrevs av Andrej Vasiljevitj Gorochov 1990. Cryncus medvedevi ingår i släktet Cryncus och familjen syrsor. Inga underarter finns listade i Catalogue of Life.